# 谅山府
谅山府，是明代交阯承宣布政使司下轄的一個府，明永乐五年（1407年）属交趾布政司。治所在今越南谅山省一带。辖境相当今越南谅山省、高平省二省地。宣德二年（1427年）以后地入安南。
領七州；直辖新安县、如敖县、丹巴县、丘温县、镇夷县（鸡陵县）、渊县、董县，七源州下辖水浪县、琴县、脱县、容县、披县、平县六县，上文州下辖怀兰县、庆远县、库县三县，另有下文州、万崖州、广源州、上思郎州（上思朗州）、下思郎州（下思朗州）。

明代交阯承宣布政使司

## 沿革
- 永樂五年六月癸未（1407年7月5日）置谅山府，領州七縣十六。
- 永樂七年正月二十二乙丑（1409年2月6日），併交阯上文州之庫縣入本州，慶遠縣入杯蘭縣。七源州之披縣入本州，容縣入脫縣，平縣入水浪縣，領州七縣十一。
- 永樂九年四月十三日（1411年5月5日），改交阯諒山府雞陵縣為鎮夷縣。
- 永樂十三年八月二十三日丁亥（1415年9月25日），新安縣入丹巴縣，如敖縣入丘溫縣，董縣入鎮夷縣，七源州之水浪縣入本州，琴縣入淵縣，上文州之杯蘭縣入本州，領州七縣五。
- 永樂十七年九月十三日乙卯（1419年10月2日），諒山府之下文州入上文州，下思郎州入上思郎州，七源州之脫縣入淵縣，領州五縣四。
- 宣德二年（1427年）十一月，明军撤退，废除谅山府。